# Sesto ed Uniti
Sesto ed Uniti (Sést in dialetto cremonese) è un comune italiano di 3 248 abitanti della provincia di Cremona in Lombardia.

## Geografia fisica
Sesto ed Uniti si trova ad ovest della città di Cremona, con il cui territorio confina. Si tratta di un comune sparso con capoluogo a Sesto Cremonese, che è anche il centro abitato più popoloso e si trova a circa 10 chilometri dal centro di Cremona, corrispondenti, con le dovute approssimazioni, a 6 miglia cremonesi, da cui il nome della località.
La frazione più importante dal punto di vista demografico è Casanova del Morbasco (Casanóva), situata lungo la vecchia strada comunale che porta verso Cremona. Altre frazioni, entrambe situate a nord della strada Paullese che taglia in due il territorio comunale, sono Cortetano (Curtetàan) e Luignano (Luignàan), costituite principalmente da gruppi di antiche cascine.

## Storia
Sesto è una località agricola di antica origine. Da Sesto, in epoca romana, passava la via Regina, strada romana che collegava il porto fluviale di Cremona (la moderna Cremona) con Clavenna (Chiavenna) passando da Mediolanum (Milano). Sesto, in particolare, distava sei miglia da Cremona, da cui il nome in latino del centro abitato (Ad Sextum), che esisteva già in questa epoca storica.
In età napoleonica (1809-16) al comune di Sesto fu aggregata Bredalunga, che recuperò un'effimera autonomia con la costituzione del Regno Lombardo-Veneto, e fu aggregata definitivamente nel 1841. Nel 1867 il comune di Sesto assunse il nome ufficiale di Sesto ed Uniti, in previsione dell'aggregazione dei comuni limitrofi di Canova del Morbasco, Cortetano e Luignano, avvenuta pochi giorni dopo.

### Simboli
Lo stemma e il gonfalone sono stati concessi con decreto del presidente della Repubblica del 14 ottobre 1958.
Stemma
Gonfalone

## Società

### Evoluzione demografica
Abitanti censiti

## Geografia antropica
Il territorio comunale comprende il capoluogo (Sesto Cremonese) e le frazioni di Casanova del Morbasco, Cortetano e Luignano.

## Amministrazione
| Periodo        | Periodo        | Primo cittadino    | Partito                                        | Carica  | Note |
| -------------- | -------------- | ------------------ | ---------------------------------------------- | ------- | ---- |
| 6 giugno 1993  | 27 aprile 1997 | Mario Rossetti     | Democrazia Cristiana Partito Popolare Italiano | Sindaco |      |
| 27 aprile 1997 | 13 maggio 2001 | Mario Rossetti     | Partito Popolare Italiano                      | Sindaco |      |
| 13 maggio 2001 | 28 maggio 2006 | Eddy Caccialanza   | Unione dei Democratici Cristiani e di Centro   | Sindaco |      |
| 28 maggio 2006 | 15 maggio 2011 | Carlo Vezzini      | Lista civica                                   | Sindaco |      |
| 15 maggio 2011 | 5 giugno 2016  | Carlo Vezzini      | Lista civica                                   | Sindaco |      |
| 5 giugno 2016  | 4 ottobre 2021 | Francesca Viccardi | Lista civica                                   | Sindaco |      |
| 4 ottobre 2021 | in carica      | Carlo Vezzini      | Lista civica                                   | Sindaco |      |

## Infrastrutture e trasporti

### Strade
Posto lungo il percorso storico dell'antica Via Regina, il territorio comunale è interessato dal percorso delle strade statali 415 Paullese e 234 Codognese.

### Ferrovie
La stazione di Sesto Cremonese era posta lungo la ferrovia Cremona-Iseo, in concessione alla Società Nazionale Ferrovie e Tramvie, attivata per tratte a partire dal 1911 e soppressa nel 1956.